# ヴィッラノーヴァ・マルケザーナ
ヴィッラノーヴァ・マルケザーナ（伊: Villanova Marchesana）は、イタリア共和国ヴェネト州ロヴィーゴ県にある、人口約900人の基礎自治体（コムーネ）。

## 地理

### 位置・広がり

#### 隣接コムーネ
隣接するコムーネは以下の通り。括弧内のFEはフェラーラ県所属を示す。
- アドリア
- クレスピーノ
- ガヴェッロ
- パポッツェ
- リーヴァ・デル・ポー (FE)

### 気候分類・地震分類
ヴィッラノーヴァ・マルケザーナにおけるイタリアの気候分類 (it) および度日は、zona E, 2347 GGである。
また、イタリアの地震リスク階級 (it) では、zona 3 (sismicità bassa) に分類される。